# Дьордь Куташі
Дьордь Куташі (угор. György Kutasi, 16 вересня 1910 — 29 червня 1977) — угорський ватерполіст.
Олімпійський чемпіон 1936 року.